# 多瑙联邦
多瑙联邦（德語：Donauföderation）是一種政治聯盟構想，指的是多瑙河沿岸国家之间組成一個政治联盟。多瑙河沿岸許多地方原本由奥匈帝国統治。1918年第一次世界大戰結束後，奥匈帝国解體。第二次世界大战結束後，奧托·馮·哈布斯堡以及温斯顿·丘吉尔就提出能否建立一個多瑙联邦。